# Livingston (Tennessee)
Livingston település az Amerikai Egyesült Államok Tennessee államában, Overton megyében, melynek megyeszékhelye is. Lakosainak száma 3905 fő (2020. április 1.).

## Népesség
A település népességének változása:

| 2010 | 4 058 |
| 2020 | 3 905 |